# کاوه آهنگر (فیلم ۱۹۶۱)
کاوهٔ آهنگر فیلمی حماسی و محصول سال ۱۹۶۱ میلادی کشور شوروی می‌باشد. این فیلم که بر اساس داستان کاوه آهنگر از شاهنامه فردوسی ساخته شده، با نام‌هایی چون «درفش آهنگر» و «مرد آهنین» نیز شناخته می‌شود.

## موضوع فیلم
مردی به نام کاوه در شهر بابل به شغل آهنگری روزگار می‌گذراند. در آن زمان پادشاهی به نام ضحاک حکومت می‌کرد که دو مار بر شانه‌هایش داشت و خوراکشان مغز مردان جوان بود. کاوه دو پسر جوان به نام‌های قارن و قباد داشت که برای خوراک مارهای ضحاک دستگیر شدند…